# Jean-Jacques Eledjam
Jean-Jacques Eledjam, né le 8 décembre 1943 à Alger,, est un médecin anesthésiste-réanimateur français, professeur des universités-praticien hospitalier à l'université Montpellier-I (unité de formation et de recherche de médecine) et au centre hospitalier universitaire (CHU) de Montpellier. Il est président de la Croix-Rouge française du 22 juin 2013 au 10 septembre 2021.

## Biographie
Alors qu'il envisageait une carrière militaire, Jean-Jacques Eledjam choisit finalement la santé comme domaine professionnel après avoir été sévèrement atteint par une maladie qui l’alitera pendant trois ans. Avant de se lancer dans les études de médecine, il choisit de faire des études en soins infirmiers, dont il sera diplômé en 1969.
Docteur en médecine depuis 1982, le professeur Jean-Jacques Eledjam a fait l'essentiel de sa carrière dans les hôpitaux de Nîmes puis de Montpellier spécialisé dans l’anesthésiologie et la réanimation. 
D'abord chef de clinique, puis praticien hospitalier au centre hospitalier universitaire (CHU) de Nîmes, il est nommé professeur des universités en 1989. Il rejoint le Centre hospitalier régional (CHRU) de Montpellier en 2001 où il dirigera notamment le département d'anesthésie-réanimation de l'Institut des maladies de l'appareil digestif. Il finira sa carrière en tant que chef du Pôle hospitalo-universitaire des urgences du CHRU de Montpellier, assurant la responsabilité du département universitaire d'accueil des urgences et du Service d'aide médicale urgente (SAMU) ainsi que la coordination du Pôle urgence. 
Son service a été médiatisé en 2012, lorsque, sous son impulsion, la chaine de télévision TF1 a installé une soixantaine de caméras afin de réaliser six documentaires intitulés « 24 heures aux urgences »
En marge de sa carrière professionnelle, le Pr Eledjam intègre la Croix-Rouge française en 2004. En 2008, il devient président de la délégation régionale en Languedoc-Roussillon, avant d'intégrer, en 2011, le conseil d'administration national de l'association.
Le 22 juin 2013, il est élu à la présidence de la Croix-Rouge française où il succède au Pr Jean-François Mattei.
Le 16 novembre 2015, il est nommé membre du Conseil économique, social et environnemental pour le mandat 2015-2020 au titre de la cohésion sociale et territoriale et vie associative.
Le 24 juin 2017, il est réélu à l'unanimité pour un deuxième et dernier mandat de 4 ans à la tête de la Croix-Rouge française. Il ne se représente pas à l'issue de celui-ci qui prend fin le 10 septembre 2021, atteint par la limite prévue dans les statuts de l'association (trois mandats consécutifs en tant que membre du conseil d'administration) .
En février 2019, Yohan Blavignat, journaliste au Figaro et Bénédicte Poirier, journaliste reporter d'images, publient Charité bien ordonnée - Révélations sur la Croix-Rouge française, un essai très critique sur le Pr Eledjam. Les journalistes mettent en cause ses méthodes de management et le désignent comme principal responsable de certains dysfonctionnements de l'association. Le livre évoque également le suicide du commissaire Boutonnet, connu pour avoir été pendant plusieurs années le chef de la division nationale de lutte contre le hooliganisme (DNLH) mais qui a également été bénévole à la Croix-Rouge française à Paris.

## Distinctions et décorations
- Chevalier de la Légion d'honneur (2014)[réf. nécessaire]
- Chevalier de l'ordre des Palmes académiques (2013)